# Cistecephalidae
Los cistecefálidos (Cistecephalidae) son una familia extinta de terápsidos dicinodontes procedentes del Pérmico Superior de Sudáfrica. Este grupo incluye a los géneros Cistecephalus, Cistecephaloides y Kawingasaurus. Se piensa que los cistecefálidos tenían un estilo de vida fosorial o de madrigueras, debido a las adaptaciones que tienen como cráneos amplios, fuertes extremidades delanteras y cuerpos bajos. Un grupo de dicinodntes parecidos llamados pilecefálidos también eran fosoriales, aunque en un menor grado que los cistecefálidos.